# Marija, žena Ivana Vladislava
Marija (bugarski Мария) bila je carica Bugarske kao žena cara Ivana Vladislava. Bila je posljednja carica supruga Prvog Bugarskog Carstva.
Premda su njezini roditelji danas nepoznati, francuski povjesničar Christian Settipani je predložio da je bila kći cara Borisa II. Bugarskog i neke bizantske plemkinje. Boris je bio sin cara Petra I. Bugarskog i njegove supruge Irene Lekapene, koja je također bila znana kao Marija, a bila je unuka bizantskog cara Romana I. Lakapena.
Marija i njezin muž imali su barem petero djece:
- Presijan II., car Bugarske
- Aron, bizantski general
- Alusijan, car Bugarske
- Trajan, otac Marije Bugarske
- Katarina, žena bizantskog cara Izaka I. Komnena te majka carevne Marije Komnene

Nakon Ivanove smrti, Marija je otišla u Carigrad, gdje je uzela ime Zoe te je postala zōstē patrikía (carska pratiteljica) 1019., ali je 1029. sa sinom Presijanom bila uključena u urotu protiv bizantskog cara Romana III. Nakon što su otkriveni, bili su oboje kažnjeni — Presijan je oslijepljen, a Marija je prognana u jedan manastir.